# Liste der Kulturgüter in Bellevue GE
Die Liste der Kulturgüter in Bellevue enthält alle Objekte in der Gemeinde Bellevue im Kanton Genf, die gemäss der Haager Konvention zum Schutz von Kulturgut bei bewaffneten Konflikten, dem Bundesgesetz vom 20. Juni 2014 über den Schutz der Kulturgüter bei bewaffneten Konflikten sowie der Verordnung vom 29. Oktober 2014 über den Schutz der Kulturgüter bei bewaffneten Konflikten unter Schutz stehen.
Objekte der Kategorie A sind im Gemeindegebiet nicht ausgewiesen, Objekte der Kategorie B sind vollständig in der Liste enthalten, Objekte der Kategorie C fehlen zurzeit (Stand: 13. Oktober 2021).

## Kulturgüter
| Foto |                                                             | Objekt                            | Kat. | Typ | Standort                                  | Beschreibung |
| ---- | ----------------------------------------------------------- | --------------------------------- | ---- | --- | ----------------------------------------- | ------------ |
| BW   | Datei hochladen · Wikidata zu Villa Bella Vista (Q29699437) | Villa Bella Vista KGS-Nr.: 2387   | B    | G   | Route de Lausanne 308 500771 / 123102     |              |
| BW   | Datei hochladen · Wikidata zu (Q29699407)                   | Domaine de Riencour KGS-Nr.: 2388 | B    | G   | Route de Lausanne 305–307 500651 / 123099 |              |
| ja   | Datei hochladen · Wikidata zu (Q29699421)                   | Domaine des Chênes KGS-Nr.: 2389  | B    | G   | Chemin des Mastellettes 2 500511 / 123509 |              |